# Грос-Берсен
Грос-Берсен (нім. Groß Berßen) — громада в Німеччині, розташована в землі Нижня Саксонія. Входить до складу району Емсланд. Складова частина об'єднання громад Зегель.
Площа — 20,76 км2. Населення становить 689 ос. (станом на 31 грудня 2021).